# Coelichneumon funebrator
Coelichneumon funebrator là một loài tò vò trong họ Ichneumonidae.